# Alexandre Ferdinand Parseval-Deschênes
Alexandre Ferdinand Parseval-Deschênes (Parigi, 27 novembre 1790 – Parigi, 10 giugno 1860) è stato un militare e politico francese.
Alexandre Ferdinand Parseval-Deschênes proveniva da una famiglia nobile ed era nipote del matematico Marc-Antoine Parseval e dello scrittore François-Auguste Parseval-Grandmaison. I suoi genitori erano Alexandre-Jean Parseval-Deschênes, receveur général des finances (alto funzionario incaricato della riscossione delle imposte nell'amministrazione finanziaria dell'Ancien Régime), e Marie-Madeleine, nata Gromaire de la Bapomerie.
Parseval-Deschênes si arruolò volontario in marina nel 1804. Partecipò alla riconquista di Fort Le Diamant in Martinica, poi combatté nella battaglia di Trafalgar come aspirante ufficiale a bordo della Bucentaure, la nave ammiraglia. Come enseigne de vaisseau partecipò alle indagini idrografiche del 1815 in Bretagna. Nel 1817 prese parte alla spedizione che riconquistò la Guyana francese, ponendo fine all'occupazione portoghese, e poi comandò per due anni la stazione navale in quella colonia.
Nel 1822, in qualità di tenente di vascello, Parseval-Deschênes fu insignito della Legion d'onore per aver salvato con successo l'equipaggio della fregata Africaine, naufragata sulla costa dei Terranova.
Il 14 settembre 1831 sposò Josephine-Marguerite de Méri (1798 - 1882), figlia di Alexandre-Louis-Gaspard-Noël de Caze de Méri, controllore generale delle fattorie del re e dal 1813 direttore generale delle imposte indirette, e di sua moglie e cugina Marie-Anne, nata de Caze de la Bove.
Comandò poi la fregata Iphigénie nella guerra dei pasticcini partecipando al blocco di Veracruz e al bombardamento di San Juan de Ulúa nel 1838, poi all'occupazione dell'isola argentina di Martin-Garcia nel 1839.
Promosso contrammiraglio il 30 aprile 1840, Parseval-Deschênes fu poi maggior generale della marina a Tolone, quindi prefetto marittimo a Cherbourg-en-Cotentin, prima di comandare la squadra di addestramento nel Mediterraneo. Salito al grado di viceammiraglio il 15 luglio 1846, fu poi prefetto marittimo a Tolone e nuovamente comandante della squadra di addestramento del Mediterraneo. Nel 1851 entrò a far parte del Consiglio dell'Ammiragliato e presiedette del Conseil des Travaux. Fu nominato senatore da Napoleone III il 26 novembre 1852. Comandò poi la flotta francese nelle operazioni nel Baltico durante la guerra di Crimea. Bombardò la fortezza russa di Bomarsund e ne ottenne la resa il 16 agosto 1854 come ricompensa fu nominato Ammiraglio di Francia il 2 dicembre successivo.
Nel 1854, all'età di 64 anni, fu descritto come
L'ammiraglio Parseval-Deschênes è sepolto nel cimitero di Père-Lachaise. Un aviso della Marina francese (varato nel 1879 e dismesso nel 1898) portò il suo nome.